# Дръстър
Дръстър (на старобългарски: дръстръ) е средновековна крепост на мястото на днешна Силистра.
Градът възниква върху основите на древния Дуросторум. През IX век е център на комитат (администативна област). След покръстването на българите е седалище на Българската православна църква, а по време на Второто българско царство е митрополитски център.
При археологически разкопки са открити останки от крепостта, монети, оръжия и други интересни находки.